# Before
«Before» (з англ. До того, як) — пісня британського поп-гурту Pet Shop Boys. У 1996 році вона вийшла як перший сингл з альбому «Bilingual» і досягла сьомого місця в британському музичному чарті.

## Список композицій

### CD Parlophone (UK)
1. «Before»
2. «The Druck Driver And His Mate»
3. «Hit And Miss» (4:06)
4. «In The Night'95»
5. «Before» (Classics Paradise Mix)
6. «Before» (Aphrosidiacs Mix)
7. «Before» (Hed Boys Mix)
8. «Before» (Extended Mix)
9. «Before» (Danny Tenagila Mix)

### 5" CD-Maxi Single (EMI) / (US)
1. «Before» (Album Version) (4:05)
2. «Before» (D.T.'s After Mix) (8:46)
3. «Before» (Classic Paradise Mix Love to Infinity) (7:56)
4. «Before» (Joey Negro's Hed Boys Mix) (7:35)
5. «Before» (Joey Negro's Before Dub) (4:55)
6. «Before» (Tenagilia's Underground Mix) (7:17)
7. «Before» (Tenaglia's Bonus Beats) (4:03)
8. «Before» (B.T.'s Twilo Dub) (8:57)
9. «Before» (Tenglia's Bonus Dub) (4:03)

### CD (Atlantic) / (US)
1. «Before» (Album Version) (4:05)
2. «The Truck Driver And His Mate»
3. «Hit And Miss» (4:06)

## Найвищі позиції в чартах
| Країна, чарт                              | Найвища позиція |
| ----------------------------------------- | --------------- |
| Фінляндія                                 | 4               |
| Латвія                                    | 4               |
| Нідерланди                                | 4[джерело?]     |
| Сінгапур                                  | 5               |
| Велика Британія                           | 7               |
| Швеція                                    | 10              |
| Італія                                    | 16              |
| Австралія                                 | 25              |
| Швейцарія                                 | 31              |
| Австрія                                   | 38              |
| Німеччина                                 | 45              |
| США (чарт Bubbling Under Hot 100 Singles) | 7               |
| США (чарт Hot Dance Club Play)            | 1               |